# Komárov (Kladruby nad Labem)
Komárov je malá vesnice, část obce Kladruby nad Labem v okrese Pardubice. Nachází se asi 3,5 km na sever od Kladrub nad Labem. V roce 2009 zde bylo evidováno 31 adres. V roce 2001 zde trvale žilo 66 obyvatel.
Komárov leží v katastrálním území Komárov u Přelouče o rozloze 4,56 km2.